# نجد غيلان (يريم)

تعديل مصدري - تعديل

نجد غيلان محلة تابعة لقرية بيت ربيد، التابعة لعزلة بني عمر بمديرية يريم إحدى مديريات محافظة إب في الجمهورية اليمنية.، بلغ تعداد سكانها 40 حسب تعداد اليمن لعام 2004.